# NGC 3744
NGC 3744 (również PGC 35857) – galaktyka spiralna (S), znajdująca się w gwiazdozbiorze Lwa. Odkrył ją Édouard Jean-Marie Stephan 11 kwietnia 1882 roku.